# Alexandru Dragomir
Alexandru Dragomir (n. 8 noiembrie 1916, Zalău – d. 13 noiembrie 2002, București) a fost un filosof român.
S-a născut pe 8 noiembrie 1916 la Zalău, într-o familie de intelectuali clujeni, Alexandru și Maria (născută Cocian). Atât bunicul din partea tatălui, originar din Gurasada, cât și cel din partea mamei, din satul Domnini, au fost notari. Tatăl a fost avocat la Banca Centrală din Cluj și apoi șeful baroului clujean. Silviu Dragomir, istoricul, i-a fost unchi după tată, iar fratele lui, Virgil Dragomir, inginer, a fost profesor la Politehnică și prorector la Institutul de Construcții.
Între 1922-1926 a urmat Școala primară nr. 3 din Cluj, apoi liceul "Seminarul Pedagogic Universitar" din Cluj, între 1926 și 1933, unde i-a avut profesori pe Constantin Daicoviciu, pe matematicianul D.V. Ionescu, sau pe Gheorghe Bratu. S-a înscris în 1933 la Universitatea din București, absolvind Facultatea de Drept în 1937 și Facultatea de Litere și Filosofie în 1939. Vreme de patru luni, între martie și iunie 1941, urmează în Germania, la Universitatea din Breslau (azi Wroclaw), cursuri și seminarii de elină, latină și germană. În septembrie 1941 este doctorand al lui Martin Heidegger, înscris la Philosophisches Seminar (Facultatea de Filozofie) al Universității Albert-Ludwig din Freiburg. A fost bursier al al Fundației Alexander von Humboldt. Împreună cu Walter Biemel, originar din Brașov, face prima traducere în limba română a unui text heideggerian, "Was ist Metaphysik ?" ("Ce este metafizica ?",). Seminarul lui Heidegger număra cincisprezece audienți, selecționați după criterii foarte stricte, privind cunoștințele de filozofie, dar și de limbi clasice, latină și greacă. În afara filozofiei, la Philosophisches Seminar se studiază intens istoria artei ș a literaturii europene, cu un accent special pe cultura greacă antică. Dragomir pregătea dizertația privind metafizica lui Hegel, dar, în 1943, în preajma susținerii doctoratului, este rechemat în țară, fiind mobilizat și trimis pe front.
În 1945, în existența lui Dragomir, ca în aceea a multor intelectuali români, începe o perioadă în care încearcă să-și păstreze deprinderile de viață dobândite până atunci, fără să știe prea bine către ce fel de lume se îndreaptă. Evident, pentru Dragomir nu mai există nici un drum de întoarcere la Freiburg. O vreme consacră preocupărilor filozofice pe care contextul autohton i le poate prilejui. Constantin Noica tocmai își deschisese în 1946 o "școală de înțelepciune" la Andronache și îl invită să facă acolo câteva expuneri despre Hegel. După 1948, din pricina conjuncturii istorice, devine un "filozof clandestin": este cunoscut într-un cerc foarte restrâns și nici prietenii nu știu dacă preocupările sale filozofice se concretizează sau nu într-o operă. Dragomir va fi rând pe rând funcționar la serviciul vânzări, corector, merceolog, achizitor la hidrocentrala de la Bicaz. El știe că România devenise o zonă a filozofiei interzise. În ceea ce îl privește, purtând pecetea studiilor făcute în Germania, a anilor petrecuți la Freiburg în preajma lui Heidegger, care într-o lume normală l-ar fi propulsat într-o strălucită carieră universitară, era etern "suspect, făcând parte din categoria spiritele libere care ar trebui mai de grabă suprimate. Începând din anul 1984, în locuința lui Gabriel Liiceanu din "Intrarea Lucaci", având un auditoriu restrâns (Gabriel Liiceanu, Sorin Vieru, Andrei Pleșu și, începând din 1995, Horia-Roman Patapievici), ține o serie de prelegeri pe teme diverse: "O interpretare platoniciană la O scrisoare pierdută", "Întrebare și răspuns", "Modalități de autoînșelare", "Socrate - Înfruntarea filozofiei cu cetatea", "Despre lumea în care trăim". Auditorii au notat cu grijă cele ascultate, astfel încât conținutul acestor prelegeri s-a păstrat și a putut fi coroborat cu mulțimea de caiete de însemnări lăsate în urmă de filozof, pentru încercarea unei reconstituiri a operei.
Alexandru Dragomir moare la 13 noiembrie 2002 în București. După moartea sa ies la iveală "Caietele Dragomir", conținând însemnările sale pe timp de decenii, un uimitor exercițiu de gândire solitară pură. De asemenea, un amplu interviu, realizat cu Fabian Anton.

## Postume
- Crase banalități metafizice, ed. de Gabriel Liiceanu și Cătălin Partenie, Humanitas, București 2004, 2008.
- Cinci plecări din prezent. Exerciții fenomenologice, ediție îngrijită de Gabriel Liiceanu, Humanitas, București, 2005.
- Caietele timpului, ediție îngrijită de Bogdan Mincă și Cătălin Partenie, Humanitas, București, 2006.
- Semințe, ediție îngrijită de Bogdan Mincă și Gabriel Liiceanu, Humanitas, București, 2008.
- Meditații despre epoca modernă, ediție îngrijită de Gabriel Liiceanu și Cătălin Cioabă, Humanitas, București, 2010.
- O teză de doctorat la Dumnezeu. Exerciții de gândire, antologie de Gabriel Liiceanu, Humanitas, București, 2016, 2023.